# Da Capo (groupe)
Pour les articles homonymes, voir Da Capo (homonymie).
 (mai 2024).
La mise en forme du texte ne suit pas les recommandations de Wikipédia : il faut le « wikifier ».
Les points d'amélioration suivants sont les cas les plus fréquents :
- Les titres sont pré-formatés par le logiciel. Ils ne sont ni en capitales, ni en gras.
- Le texte ne doit pas être écrit en capitales (les noms de famille non plus), ni en gras, ni en italique, ni en « petit »…
- Le gras n'est utilisé que pour surligner le titre de l'article dans l'introduction, une seule fois.
- L'italique est rarement utilisé : mots en langue étrangère, titres d'œuvres, noms de bateaux, etc.
- Les citations ne sont pas en italique mais en corps de texte normal. Elles sont entourées par des guillemets français : « et ».
- Les listes à puces sont à éviter, des paragraphes rédigés étant largement préférés. Les tableaux sont à réserver à la présentation de données structurées (résultats, etc.).
- Les appels de note de bas de page (petits chiffres en exposant, introduits par l'outil «  Source ») sont à placer entre la fin de phrase et le point final[comme ça].
- Les liens internes (vers d'autres articles de Wikipédia) sont à choisir avec parcimonie. Créez des liens vers des articles approfondissant le sujet. Les termes génériques sans rapport avec le sujet sont à éviter, ainsi que les répétitions de liens vers un même terme.
- Les liens externes sont à placer uniquement dans une section « Liens externes », à la fin de l'article. Ces liens sont à choisir avec parcimonie suivant les règles définies. Si un lien sert de source à l'article, son insertion dans le texte est à faire par les notes de bas de page.
- La présentation des références doit suivre les conventions bibliographiques. Il est recommandé d'utiliser les modèles {{Ouvrage}}, {{Chapitre}}, {{Article}}, {{Lien web}} et/ou {{Bibliographie}}. Le mode d'édition visuel peut mettre en forme automatiquement les références.
- Insérer une infobox (cadre d'informations à droite) n'est pas obligatoire pour parachever la mise en page.

Pour une aide détaillée, merci de consulter Aide:Wikification.
Si vous pensez que ces points ont été résolus, vous pouvez retirer ce bandeau et améliorer la mise en forme d'un autre article.
Da Capo est un groupe de pop/folk français originaire du Puy-en-Velay (Haute-Loire). En 2025, il a publié neuf albums.

## Biographie
Da Capo est formé en 1996 par Alexandre Paugam et Nicolas Paugam (ce dernier ne faisant plus partie du groupe depuis 2015). Il est actuellement composé de 4 musiciens : Alexandre Paugam, Cédric Sabatier, Sylvain Haon et Sergio Bolota. La musique du groupe est composée par Alexandre Paugam.
En 1997, l'album Minor Swing est publié sur le label Lithium. Le disque est acclamé par une large partie de la presse française et le groupe donne de nombreux concerts en France (avec Dominique A, Supergrass, Jay-Jay Johansson).
En 2001, le groupe crée son propre label Autruche records et publie son 2ème album, The Fruit.
Dans les années qui suivent, Da Capo se met en pause et son leader, Alexandre Paugam, compose principalement des musiques pour le théâtre et la danse contemporaine (avec les ballets contemporains de Saint-Etienne).
En 2017, l'album Oh, my lady est publié en collaboration avec le label Microcultures. Ce partenariat se poursuit en 2019 avec By the river et avec Paradise en 2021,.
En 2023, sort The light will shine on me. Selon Marion Guilbaud de France Inter, "c'est un disque qui prend et qui mérite toute la lumière".

## Discographie
- 1997 : Minor Swing (LIthium/Virgin)
- 2001 : The Fruit (Autruche records/Poplane)
- 2006 : Third (Autruche records)
- 2014 : Out of Spain (Autruche records)
- 2017 : Oh, my lady (Autruche records/MIcrocultures)
- 2019  : By the river (Autruche records/Microcultures)
- 2021  : Paradise (Autruche records/Microcultures)
- 2023 : The light will shine on me (Autruche records/Inouie distribution)
- 2025 : Songs from the shade[6]